# Fanny Horn
Fanny Welle-Strand Horn (Oslo, 8 marzo 1988) è un'ex biatleta norvegese.
Nel 2015 ha aggiunto al proprio il cognome del marito Lars Helge Birkeland, a sua volta biatleta, e nell'ultimo scorcio della carriera ha gareggiato come Fanny Horn Birkeland.

## Biografia
Fanny Horn, attiva dalla stagione 2007-2008, in Coppa del Mondo ha esordito il 2 dicembre 2009 a Östersund in individuale (62ª) e ha ottenuto il primo podio l'11 dicembre 2010 a Hochfilzen in staffetta (3ª); ai successivi Mondiali di Chanty-Mansijsk 2011, suo esordio iridato, si è classificata 29ª nell'individuale, 23ª nella sprint, 30ª nell'inseguimento, 28ª nella partenza in linea e 5ª nella staffetta. Ha conquistato la prima vittoria in Coppa del Mondo l'11 dicembre 2011 a Hochfilzen in staffetta e ai successivi Mondiali di Ruhpolding 2012 ha vinto la medaglia di bronzo nella staffetta e si è piazzata 33ª nell'individuale; l'anno dopo ai Mondiali di Nové Město na Moravě 2013 è stata 54ª nell'individuale, 35ª nella sprint e 37ª nell'inseguimento e ai XXII Giochi olimpici invernali di Soči 2014, sua unica presenza olimpica, ha vinto la medaglia d'argento nella staffetta, la sola gara nella quale ha preso il via.
Il 16 gennaio 2015 ha colto a Ruhpolding in sprint la sua unica vittoria individuale in Coppa del Mondo e ai successivi Mondiali di Kontiolahti 2015 ha vinto la medaglia di bronzo nella staffetta mista e si è classificata 41ª nell'individuale, 78ª nella sprint e 4ª nella staffetta; ai Mondiali di Oslo 2016 ha conquistato la medaglia d'oro nella staffetta e si è piazzata 31ª nell'individuale, 42ª nella sprint, 19ª nell'inseguimento e 9ª nella partenza in linea. In Coppa del Mondo ha ottenuto l'ultima vittoria, nonché ultimo podio, il 27 novembre 2016 a Östersund in staffetta mista e ha preso per l'ultima volta il via il 22 gennaio 2017 ad Anterselva in staffetta (10ª); ai successivi Mondiali di Hochfilzen 2017, suo congedo agonistico, è stata 63ª nell'individuale e 72ª nella sprint.

## Palmarès

### Olimpiadi
- 1 medaglia:
  - 1 argento (staffetta a Soči 2014)

### Mondiali
- 3 medaglie:
  - 1 oro (staffetta[2] a Oslo 2016))
  - 2 bronzi (staffetta[2] a Ruhpolding 2012; staffetta mista[2] a Kontiolahti 2015)

### Coppa del Mondo
- Miglior piazzamento in classifica generale: 26ª nel 2014
- 9 podi (1 individuale, 8 a squadre), oltre a quelli ottenuti in sede iridata e validi anche ai fini della Coppa del Mondo:
  - 6 vittorie (1 individuale, 5 a squadre)
  - 1 secondo posto (a squadre)
  - 2 terzi posti (entrambi a squadre)

#### Coppa del Mondo - vittorie
| Data             | Località             | Nazione   | Specialità                                                        |
| ---------------- | -------------------- | --------- | ----------------------------------------------------------------- |
| 11 dicembre 2011 | Hochfilzen           | Austria   | RL (con Elise Ringen, Synnøve Solemdal e Tora Berger)             |
| 9 dicembre 2012  | Hochfilzen           | Austria   | RL (con Synnøve Solemdal, Hilde Fenne e Tora Berger)              |
| 16 gennaio 2015  | Ruhpolding           | Germania  | SP                                                                |
| 6 febbraio 2015  | Nové Město na Moravě | Rep. Ceca | MX (con Tiril Eckhoff, Johannes Thingnes Bø e Tarjei Bø)          |
| 29 novembre 2015 | Östersund            | Svezia    | MX (con Tiril Eckhoff, Johannes Thingnes Bø e Tarjei Bø)          |
| 27 novembre 2016 | Östersund            | Svezia    | MX (con Marte Olsbu, Ole Einar Bjørndalen e Johannes Thingnes Bø) |

Legenda:

SP = sprint

RL = staffetta

MX = staffetta mista